# Sesamia griselda
Sesamia griselda är en fjärilsart som beskrevs av W. Warren 1913. Sesamia griselda ingår i släktet Sesamia och familjen nattflyn. Inga underarter finns listade i Catalogue of Life.